# Phymorhynchus turris
Phymorhynchus turris là một loài ốc biển, là động vật thân mềm chân bụng sống ở biển trong họ Conidae.
Tại Nhật Bản tên loài này là Seitaka-watazoko-shajiku.

## Phân bố
Loài địa phương ở ngoài khơi mũi Muroto, vùng lõm Nankai, 32°21.3' N, 134°32.0' E, Nhật Bản, ở độ sâu 3540 m.
Loài này cũng được sưu tập ở các độ sâu 3581 m.
Nó sống ở các nơi nước rỉ.